# Датско-мозамбикские отношения
Датско-мозамбикские отношения — текущие и исторические двусторонние отношения между Данией и Мозамбиком. Посольство Дании находится в Мапуту, а Мозамбик представлен в Дании через свое посольство в Стокгольме, Швеция с почетным консульством в Копенгагене. Дипломатические отношения установлены 26 июня 1975 года, но отношения восходят к периоду, когда Мозамбик ещё не был независимым. Датский институт прав человека работает с Мозамбиком с 1997 года.
В 2000 году Дания подписала соглашение с министром финансов Луизой Диогу о внедрении механизмов.

## Помощь в развитии
Двустороннее сотрудничество Дании с Мозамбиком в области развития началось в 1970-х годах с программы помощи Народной Республике Мозамбик. Программа поддерживала сельское хозяйство и водоснабжение. Гуманитарная помощь также была частью программы помощи. С 1989 по 1991 год Дания и Мозамбик обсуждали сотрудничество в области промышленности, энергетики, рыболовства и транспорта. Дания помогла Мозамбику в области рыболовства, образования и здравоохранения в городе Тете. За период с 1992 по 2006 год помощь составила около 700 миллионов долларов.
За пятилетний период, начиная с 2006 года, Дания выделила Мозамбику помощь в размере 315 миллионов датских крон на сельскохозяйственный сектор и 57,5 миллионов — в сектор юстиции.
Экологическое сотрудничество началось в 1992 году и закончилось в 2006 году.
«Общая цель оценки состоит в том, чтобы оценить, как датская помощь реагирует на быстро меняющиеся обстоятельства в контексте помощи и потребностях развития в Мозамбике — не только за счет выбора методов, но и за счет выбора партнеров, временных перспектив, географической и институциональной направленности и т. д.? Какие уроки можно извлечь из поддержки Дании, которая может быть полезна для будущей помощи в целях развития Мозамбику и другим странам?»

## Посещения на высоком уровне
Премьер-министр Дании Андерс Фог Расмуссен посетил Мозамбик в сентябре 2005 года. Президент Мозамбика Арманду Эмилиу Гебуза посетил Данию в октябре 2008 года. В ходе визита он встретился с премьер-министром Дании Андерсом Фог Расмуссеном, королевой Маргрете II и министром развития Уллой Торнаес.